# Adelitas Way
Adelitas Way est un groupe américain de rock, originaire de Las Vegas, dans le Nevada. Leur premier single, Invincible perce grâce à ses apparitions télévisées. En 2017, le groupe a tourné avec notamment Deftones, Puddle of Mudd, Sick Puppies, Staind, Alter Bridge, Skillet, Halestorm, et Thousand Foot Krutch.

## Historique

### Adelitas Way(2009−2010)
Le groupe commence à travailler sur son propre album à la fin 2008. À l'approche de l'année 2009, le bassiste Derek Johnston et le guitariste Keith Wallen rejoignent Adelitas Way, complétant ainsi la composition originale du groupe. Le 17 avril 2009, ils enregistrent leur première chanson Invincible. Invincible est le thème musical officiel de WWE Superstars sur WGN America figurant également dans le jeu vidéo WWE Smackdown vs. Raw 2010, MTV et aussi dans le final de Les Experts : Miami (CSI: Miami). Ils ont aussi écrits une chanson du nom de It's a New Day, laquelle est le nouveau thème musical des stars de la WWE Cody Rhodes et Ted DiBiase, Jr. du 15 juin 2009 au 13 septembre 2010. Le morceau Scream devient la bande son du film Saw 3D en octobre 2010.

### Home School Valedictorian(2011−2012)
Le 31 janvier 2011, le groupe révèle son deuxième album Home School Valedictorian. L'album est annoncé pour mai, mais la date est repoussé jusqu'au 7 juin. Avant d'enregistrer ce deuxième album, le groupe recrute Robert Zakaryan comme nouveau membre. Le premier single d'Adelitas Way dans leur album Home School Valedictorian, Sick, fut enregistré le 11 mai 2011. Il est le premier hit du groupe chez Active Rock Radio cet été là. Il est suivi par The Collapse vers fin août de la même année en deuxième position chez Active Rock Radio.
Le 16 février 2012, Criticize est annoncé comme le troisième single de Home School Valedictorian, et a atteint la première place du Active Rock Radio, devenant le single suivant dans leur album. Alive est annoncé comme le 4e et dernier single issu de Home School Valedictorian, enregistré le 13 août 2012 et il a atteint la 4e position des charts de l'Active Rock US durant l'été 2013.

### Stuck(2013−2014)

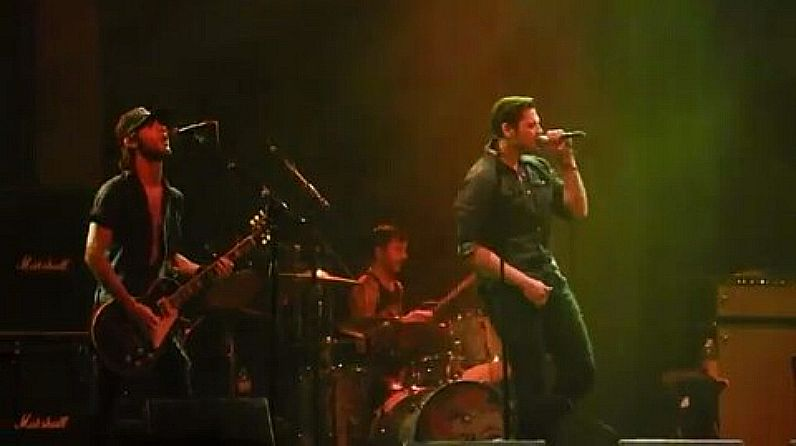
Adelitas Way au House of Blues, le 5 septembre 2014.

L'écriture de cet album débute à la fin de l'année 2012 et continue jusqu'en juillet 2013. Le 7 mai 2013, le guitariste Keith Wallen révèle sur sa page Facebook son départ du groupe pour poursuivre ses objectifs de son côté. À la fin juillet, il est annoncé que le gagnant des Grammy Awards dans la catégorie producteur de rock, Nick Raskulinecz, produirait leur troisième album. L'enregistrement est prévu de commencer en septembre à Nashville, dans le Tennessee. Il y aura 13 chansons sur le nouvel album, incluant Dog On a Leash, We Came, Undercover You, Save the World, Deserve This, Stuck, Different Kinda Animal, Change the Earth, What You Are, Not Thinkin' 'bout me, Undivided, Drive, et une dernière chanson qui ne tardera plus à être révélé. Leur premier single du nouvel album - Dog on a Leash est enregistré le 8 avril 2014 et est accompagné d'un vidéoclip. Le 9 mai 2014, le titre du nouvel album est révélé : Stuck et il est officiellement annoncé pour cet été,.

### Getaway(2015-2016)
Le 14 janvier 2015, le groupe annonce la sortie d'un nouveau single, d'un EP cinq titres, et d'un album studio,. Le 26 janvier, le groupe lance une campagne de financement participatif sur PledgeMusic et sort le single promotionnel Deserve This, issu de l'EP. Le 5 février 2015, le groupe annonce le titre de leur nouvel EP, Deserve This. Dans une interview, Rick DeJesus révèle le nouveau single de l'EP, I Get Around. Le 12 février 2015, I Get Around est publié sur PledgeMusic comme single exclusif. Leur EP Deserve this est publié le 11 mrs 2015. Le groupe tourne avec Red durant l'été. Le groupe confirme plus tard la sortie de l'album Getaway.

### Notorious(depuis 2016)
Le 1er septembre 2016, Adelitas Way annonce le premier single extrait de leur cinquième album, Ready for War (Pray for Peace). Ready for War (Pray for Peace) devient le thème officiel de l'événement TLC: Tables, Ladders & Chairs (2016) de la WWE. Le 16 décembre, Tell Me sort comme deuxième single. Leur cinquième album, Notorious, est annoncé pour septembre 2017. Le groupe joue avec Letters from the Fire en mars 2017,,,,.

## Membres

### Membres actuels
- Rick DeJesus - chant (depuis 2006)
- Trevor « Tre » Stafford - batterie, percussions (depuis 2006)
- Andrew Cushing - basse, chœurs (depuis 2014)

### Anciens membres
- Chris Iorio - guitare solo (2006–2009)
- Creighton Bibbs - guitare solo (2009–2010)
- Keith Wallen - guitare rythmique, chœurs (2009–2013)
- Derek Johnston - basse (2009–2013)
- Robert Zakaryan - guitare solo (2011–2016)

### Membre de tournée
- Ryan Guanzon - guitare solo (depuis 2016)